# Lady Bunny
Lady Bunny, originalmente conocido como Bunny Hickory Dickory Dock, de nombre de nacimiento Jon Ingle (Chattanooga, 13 de agosto de 1962) es un icono conocido en la comunidad drag queen neoyorquina, DJ, actriz, periodista, promotora de talentos, fundadora del evento anual Wigstock y personalidad televisiva estadounidense. También ha publicado sencillos de música disco como «Shame, Shame, Shame!» y «The Pussycat Song».

## Carrera
Lady Bunny empezó su carrera junto con Larry Tee y RuPaul en la escena de gay de Atlanta a principios de 1980  y apareció con ellos en una variedad de películas de bajo presupuesto, incluyendo la saga Starbooty'. En 1984, se mudó a Nueva York, se convirtió en un club kid, y en 1985, organizó Wigstock, un festival anual de drag queens que duró hasta 2005.

## Filmografía
Lady Bunny ha aparecido en películas como Party Girl, Wigstock: La Película, Wig, Peoria Babylon, Starrbooty, No es sólo otra película gay, y To Wong Foo, Thanks for Everything! Julie Newmar.

### Televisión
En 2005, fue una roaster en el roast a Pamela Anderson en Comedy Central. y publicó su primer DVD, Rated X for X-tra Retarded.
Lady Bunny apareció en el panel de jueces en el spinoff RuPaul's Drag U, el cual se estrenó en Logo TV de 2010 a 2012.  Ha aparecido en varias ocasiones en Rupaul's Drag Race.
En 2003, Lady Bunny hizo una aparición en Sex and the City,  en el episodio "Boy, Interrumpted", como maestro de ceremonias en la LGBT prom.

## Premios y nominaciones
- 2009 GayVN ganador de Mejor rol No-Sexual en "Brothers' Reunion" (Lucas Diversión).[7][8]
- 2009 AmfAR Honoring with Pride Honoree[9][10]